# Crise de la dette des pays en voie de développement

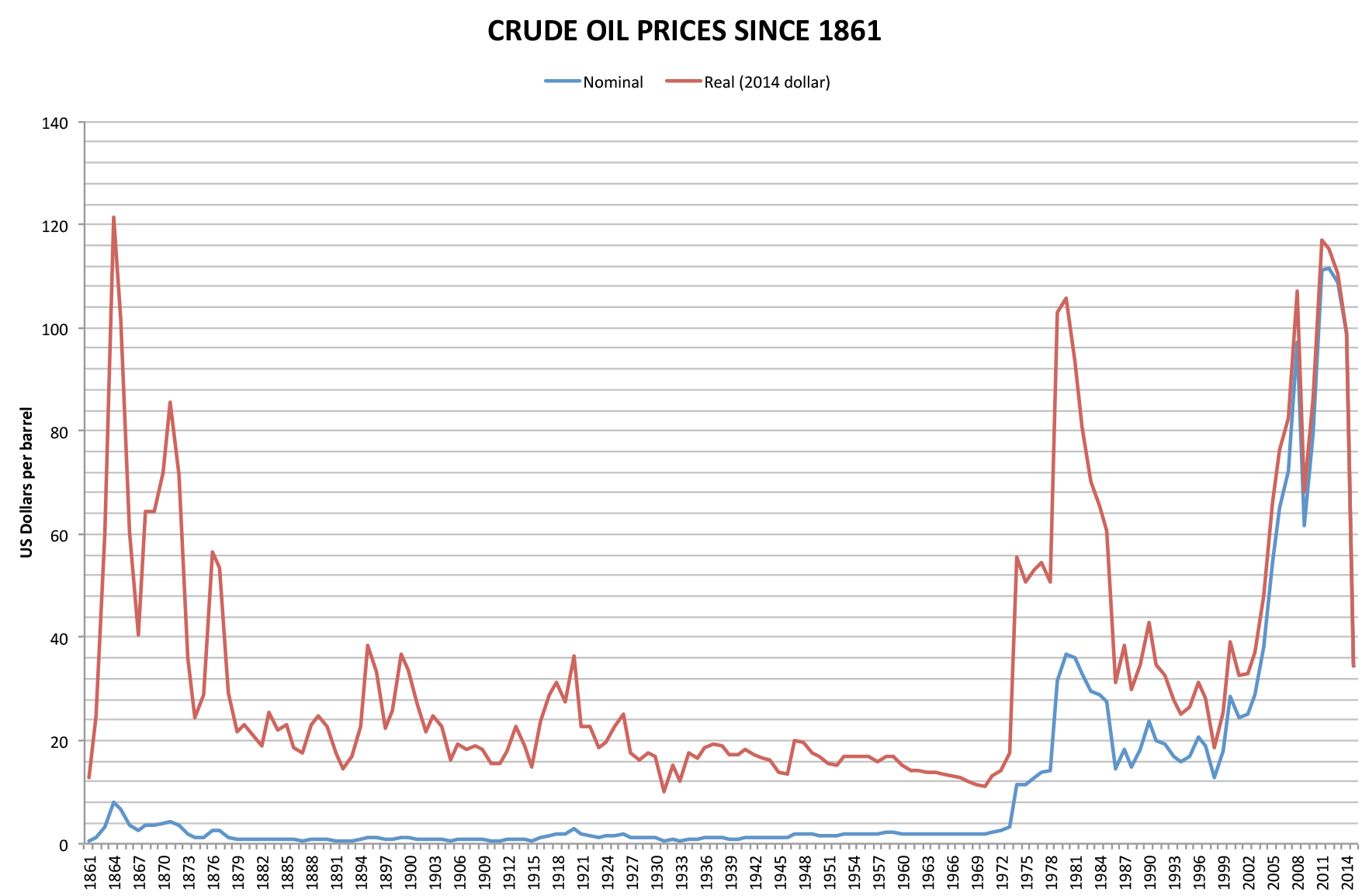
Évolution des prix du pétrole depuis 1861

La crise de la dette des pays en voie de développement est une crise de la dette majeure des années 1980. Elle a été déclenchée en 1982 par l'incapacité du Mexique à rembourser ses emprunts, suivi rapidement de plusieurs pays en voie de développement, notamment en Amérique latine sur fond de contre-choc pétrolier.
Elle a un temps menacé le système bancaire mondial et a mis plus de 7 ans à être résolue. Elle reste associée en Amérique latine à une « décennie perdue » en matière de développement économique et social.

## Contexte économique et financier

### Modèle économique des pays en voie de développement
Au moment où survient la crise, la plupart des pays en voie de développement avaient adopté depuis des décennies et à des degrés divers une politique économique interventionniste où l'État menait l'industrialisation du pays. La croissance économique de ses pays avait été forte mais connaissait depuis quelques années un ralentissement. La politique industrielle était critiquée par sa gauche à cause de la diminution trop lente de la pauvreté qu'elle permettait et par sa droite pour l'inefficacité économique qu'on lui attribuait. Toutefois, la crise de la dette a touché tout autant les pays en voie de développement interventionnistes que les pays (relativement) plus libéraux.

### Mondialisation financière
La mondialisation financière a vraisemblablement eu un effet déstabilisant, et notamment l'intégration des marchés monétaires et l'expansion rapide du marché des eurodollars.
Le choc pétrolier de 1973 a généré des surplus de dollars que les pays arabes exportateurs de pétrole ont cherché à « recycler » avec l'aide des grandes banques internationales basées à Londres. Ces banques ont accordé plus facilement des prêts risqués, en impliquant des pays en voie de développement et leurs banques. En 1974 par exemple, la libéralisation du secteur bancaire mexicain a permis aux banques mexicaines d'opérer sur le marché des eurodollars et de souscrire à des emprunts syndiqués auprès des grandes banques internationales (cette forme contractuelle d'emprunts posera des problèmes lors des restructurations) avant de re-prêter cet argent aux entreprises et administrations publiques mexicaines. Les banques mexicaines profitaient de taux d'intérêt avantageux mais se sont mises en danger (positions de change risquées, mauvaise gestion des maturités et des taux d'intérêts).
Pourquoi les différents acteurs ont-ils pris de tels risques ? Du côté des gouvernements des pays en voie de développement, les deux chocs pétroliers ont poussé ceux qui profitaient d'une manne pétrolière (Mexique, Venezuela, Indonésie ou Nigeria) à prendre un risque en effectuant de lourds investissements[réf. souhaitée]. Du côté des banques, on avance souvent le problème de l'aléa moral. Les banques mexicaines comptaient implicitement sur la Banque du Mexique pour maintenir le taux de change fixe pour se prémunir du risque de change, les banques internationales comptaient implicitement sur les garanties publiques des prêts souverains (un problème d'aléa moral qui préoccupait le Fonds monétaire international (FMI) depuis les années 1970), etc.

### Conjoncture macroéconomique mondiale
Enfin, la crise est survenue dans le contexte macroéconomique mondial dégradé des années 1970 et du début des années 1980. Les deux chocs pétroliers se sont accompagnés d'une inflation forte dans les grands pays développés importateur de pétrole. Le nouveau gouverneur de la Réserve fédérale des États-Unis, Paul Volcker, a haussé les taux directeurs, suivi de son homologue britannique. Ces durcissements monétaires ont déclenché une récession mondiale : en 1982, l'économie américaine a reculé de 2% et la production industrielle britannique a même chuté de 10 %. Les débouchés des pays pétroliers se sont effondrés, au moment où ils venaient d'investir. Depuis les années 1970, de nombreux pays avaient connu des problèmes de dettes souveraines, mais cette tendance s'est accélérée dangereusement au début des années 1980 et préoccupait les autorités monétaires,. En octobre 1982, afin de sortir les pays d'Amérique latine du cercle vicieux de l'endettement, la conférence Nord-Sud de Cancún est organisée, mais elle s'est soldée par un échec[réf. souhaitée].

## Chronologie de la crise

### Le «défaut» mexicain et ses conséquences (1982 - 1985)
Le début de la crise est généralement fixé au 12 août 1982, date à laquelle le gouvernement mexicain annonce qu’il ne pourra pas, en l’état, faire face à ses obligations financières. Ce n'est pas le premier défaut souverain de la période, mais c'est le premier de cette ampleur. Les grandes banques internationales sont très exposées et une crise bancaire mondiale menace.
L'annonce n'est pas une surprise pour les autorités monétaires internationales – depuis des mois déjà, le ministère des Finances et le gouverneur de la banque centrale du Mexique venaient fréquemment en discuter à Washington. C'est la première crise de cette ampleur que le FMI affronte mais les précédentes crises de la dette souveraine qu'il a traité les années précédentes lui ont permis de commencer à affermir sa façon de procéder. Après avoir considéré les autres options, il intervient et commence des négociations conjointes avec les banques créditrices et le gouvernement mexicain. Un « bridge loan » (prêt relais) est rapidement souscrit avec l'aide de la Banque des règlements internationaux pour permettre au Mexique de répondre à ses obligations urgentes, avant que ne commencent des mois de négociations qui aboutissent à un rééchelonnement de la dette en janvier 1983,.
Plusieurs autres pays sont confrontés aux mêmes problèmes et commencent à négocier avec leurs créditeurs et le FMI. Le FMI fait en sorte que les négociations soient toujours faites « au cas-par-cas » pour les débiteurs et avec un front uni pour les créanciers, pour limiter le pouvoir des premiers vis-à-vis des seconds. Le Pérou tente, sans succès, de briser ce front en 1985. Les pays débiteurs font quelques tentatives (réunion de 26 pays à Quito en janvier 1984, de 11 pays à Carthagène en juin 1984, formation du « groupe des huit » en novembre 1987) pour présenter un front uni et montrer qu'il s'agit d'un problème global plutôt que d'une multitude de défaillances individuelles,.

### Le plan Baker (1985 - 1989)
En 1985, 53 restructurations de dettes souveraines ont été conclues, écartant le spectre d'une crise bancaire mondiale. Cependant, ces accords ne résolvent pas le problème de la dette des pays en voie de développement. Le gouvernement des États-Unis rompt avec sa non-implication des premières années Reagan et en octobre 1985, le secrétaire du Trésor James Baker annonce un plan pour résoudre la crise. On comprend que la crise n'est pas un simple problème de liquidité et qu'elle découle d'un problème de solvabilité des pays. Le plan Baker propose une aide financière et demande en contrepartie aux pays endettés qu’ils adoptent des politiques d'« ajustement structurel » qui seront connues par la suite sous le nom de « consensus de Washington ». La plupart de ces plans préconisaient une réduction draconienne des dépenses publiques à caractère social, l'ouverture des marchés pour les importations et la mise en œuvre de politiques d'exportation pour compenser le manque à gagner causé par la baisse des cours du pétrole[réf. souhaitée].

### Le plan Brady (1989 - 1990)
Malgré le plan Baker, de nombreux pays en voie de développement continuent à faire face à des difficultés de remboursement et, le 10 mars 1989, le nouveau secrétaire du Trésor américain Nicholas Brady annonce un nouveau plan de résolution de la crise. Les États-Unis procèdent à une réduction de la dette et à une restructuration des dettes restantes via la création de deux instruments financiers : les « obligations Brady » (des obligations à maturité longue couvertes par des obligations du Trésor américain). Plusieurs pays émettent ces obligations dans la période qui suit. On considère généralement qu'en 1990, la crise est terminée. Les marchés se calment et les pays en voie de développement accèdent de nouveau aux financements internationaux.

## Conséquences politiques et sociales
Même si elles n'en sont pas les seules causes, la crise et les conditions associées aux restructurations ont contribué à la libéralisation des économies des pays en voie de développement. Les conditionnalités expérimentées lors de ces années là par les institutions financières internationales sont devenues courantes par la suite.
La décennie des années 1980 en Amérique latine est parfois appelée « décennie perdue » parce que la croissance économique a été quasi-nulle. Les taux de pauvreté ont augmenté et ont mis plus de 25 ans à recouvrer leurs niveaux de 1980, tandis que les inégalités se sont accrues.